# 湖东街道 (七台河市)
湖东街道是中华人民共和国黑龙江省七台河市茄子河区下辖的一个街道办事处。

## 行政区划
湖东街道下辖以下村级行政区划单位：
花海社区、康富社区、康乐社区、湖东社区。